# Симеон (патриарх Константинопольский)
Симеон (греч. Συμεών) — патриарх Константинопольский, который занимал пост патриарха на протяжении двадцати двух лет (1466 — 1488).
Предшественником патриарха Симеона был патриарх Марк II Ксилокарав, а его преемником был патриарх Дионисий I Мудрый.

## Биография
Патриарх Симеон родился между 1400 и 1420 годами в дворянской семье в Трапезундской империи. После падения Трапезунда под атаками османов в 1461 году Мехмед II вынудил всю знать бывшей империи переехать в Стамбул, а Симеон, который уже был монахом, решил отправиться в столицу.
Трапезундское дворянство сформировало отдельную фракцию среди греков столицы, которую возглавил ученый и политик Георгий Амируци. Фракция поддерживала Симеона как своего собственного кандидата на патриарший престол против оппозиционной фракции, возглавляемой архонтами, такими как хартофилакс Георгий Галезиот и екклезиарх Мануил, будущий Патриарх Максим III.
Осенью 1466 года Симеон успешно занял трон после того, как дал взятку правителю Османской империи в размере 2000 золотых монет, положив тем самым начало симонической практике, которая ознаменовала историю Константинопольского Патриархата на последующие столетия.
Всё больше нарастало недовольство людей в связи с возведением Симеона на патриарший престол.
Мара Бранкович, дочь сербского деспота Джурада Бранковича и одна из мачех Мехмеда II, возмутилась возведением патриарха Симеона и отправила письмо Мехмеду II, где требовала низложение патриарха. В ответ на ее просьбы и на пожертвование уже ею 2000 золотых монет султан низложил Симеона и назначил на кафедру кандидата Мары Дионисия I.
Симеон удалился на несколько лет в монастырь близ Стенимаха.
Царствование Дионисия ознаменовалось противодействием ему со стороны обеих других фракций, включая Симеона. Окончательно он был свергнут в конце 1471 года после ложных обвинений в том, что он принял ислам. После этого Симеон заплатил еще 2000 золотых монет и пообещал султану подавить планы антиосманского восстания в Трапезунде, и таким образом Симеон вновь стал патриархом.
В мае 1472 года произошла неудачная попытка захвата города под предводительством Катерино Дзено и Алексея I Комнина, поддержанных Узуном Хасаном. Симеон встал на сторону османского султана и в июне 1472 года сверг митрополита Трапезундского Панкратия, который был вовлечен в восстание, и заменил его другим епископом, Дорофеем.
Второе правление Симеона ознаменовалось увеличением долга до 7000 флоринов, а 10 октября 1474 года Священный Синод также принял решение платить ежегодный сбор в размере 2000 флоринов османскому правительству. Следовательно, зимой 1474 года Симеон был вынужден начать поиск средств на оплату налога.
Симеон вернулся на трон в третий раз осенью 1486 года, когда его сменил Нифонт II. Симеон умер вскоре после этого, не составив завещания, и после его смерти за его богатое наследство велись ожесточенные споры.